# Kasachische Fußballnationalmannschaft (U-21-Männer)
Die kasachische Fußballnationalmannschaft der U-21-Männer ist die Auswahl kasachischer Fußballspieler der Altersklasse U-21. Sie repräsentiert die Qasaqstannyng Futbol Federazijassy auf internationaler Ebene, beispielsweise in Freundschaftsspielen gegen die Auswahlmannschaften anderer nationaler Verbände, aber auch seit 2006 bei der Europameisterschaft.

## Teilnahme an U-21-Europameisterschaften
- 2006: nicht qualifiziert
- 2007: nicht qualifiziert
- 2009: nicht qualifiziert
- 2011: nicht qualifiziert
- 2013: nicht qualifiziert
- 2015: nicht qualifiziert
- 2017: nicht qualifiziert
- 2019: nicht qualifiziert
- / 2021: nicht qualifiziert
- / 2023: nicht qualifiziert